# 1. hokejová liga SR 1993/1994
Sezóna 1993/1994 byla 1. ročníkem 1. slovenské hokejové ligy. Soutěž navazovala na federální druhou nejvyšší soutěž. Vítězem se stal tým Spartak Dubnica nad Váhom.

## Základní část
| Poř. | Tým                       | Z  | V  | R  | P  | VG  | OG  | B  |
| ---- | ------------------------- | -- | -- | -- | -- | --- | --- | -- |
| 1.   | Spartak Dubnica nad Váhom | 36 | 28 | 4  | 4  | 181 | 97  | 60 |
| 2.   | ŠK Iskra Banská Bystrica  | 36 | 26 | 5  | 5  | 179 | 73  | 57 |
| 3.   | HK 36 Skalica             | 36 | 19 | 5  | 12 | 160 | 116 | 43 |
| 4.   | MEZ VTJ Michalovce        | 36 | 19 | 2  | 15 | 140 | 133 | 40 |
| 5.   | VTJ Dukla Senica          | 36 | 10 | 10 | 16 | 118 | 142 | 30 |
| 6.   | HK 31 Kežmarok            | 36 | 9  | 12 | 15 | 99  | 134 | 30 |
| 7.   | VTJ Marat Piešťany        | 36 | 10 | 9  | 17 | 102 | 135 | 29 |
| 8.   | HK Agro White Lady Levoča | 36 | 11 | 6  | 19 | 115 | 143 | 28 |
| 9.   | HK VTJ Žilina             | 36 | 12 | 4  | 20 | 116 | 158 | 28 |
| 10.  | HC VTJ Telvis Topoľčany   | 36 | 6  | 3  | 27 | 89  | 168 | 18 |

Klub VTJ Marat Piešťany byl B-tým mužstva HK Dukla Trenčín.